# بهمن جلالی
بهمن جلالی (۱۳۲۳–۲۵ دی ۱۳۸۸) عکاس سرشناس ایرانی بود. او یکی از عکاسان مطرح ایران بود که نقش مؤثری در نسل تازه عکاسان ایرانی داشت. جلالی سال‌ها در دانشکده‌های عکاسی تدریس می‌کرد و تعداد زیادی از عکاسان جوان از شاگردان او بوده‌اند. آثار او در بیش از ۵۰ نمایشگاه عکس در ایران و چند کشور اروپایی به نمایش گذاشته شده‌است.
جلالی در سال ۲۰۰۹ از سوی بنیاد نیدرزاکسن برنده جایزه «سپکتروم» شد. قرار بود این جایزه به مبلغ ۱۵ هزار یورو در ژانویه ۲۰۱۱ با برپایی یک نمایشگاه و چاپ کتابی از آثارش در موزه اشپرنگل آلمان به او اهدا شود.

## زندگی‌نامه
بهمن جلالی در سال ۱۳۲۳ در تهران زاده شد. او تحصیلاتش را در دانشگاه ملی در رشته اقتصاد به پایان رساند و عکاسی را به صورت تجربی آموخت.

## درگذشت
جلالی عصر جمعه ۲۵ دی ۱۳۸۸ به دلیل بیماری سرطان پانکراس در خانه خود در تهران درگذشت.

## حرفه
نخستین بار در مجله تماشا متعلق به رادیو و تلویزیون ایران، با قباد شیوا گرافیست سرشناس به همکاری پرداخت. او مدتی برای آموزش عکاسی به انگلستان رفت و در استودیوی جان ویکرز آغاز به کار کرد.
همکاری جلالی با استودیوی جان ویکرز به عضویت او در انجمن سلطنتی عکاسان انگلستان منجر شد. پیش از انقلاب ۱۳۵۷ چند نمایشگاه برگزار کرد که نخستین نمایشگاه انفرادی او در سال ۱۳۵۰ و مهم‌ترین آن در سال ۱۳۵۶ برپا شد. در سال ۱۳۵۵ و با ورود اسد بهروزان ایرانشناس سرشناس به ایران بازگشت و در پروژه‌ای با او به همکاری پرداخت. او سپس حاصل عکاسی از هفت کشور قاره آفریقا را در مجموعه‌ای زیر عنوان «کتاب هنر آفریقای سیاه» به چاپ رساند. جلالی در جریان وقایع انقلاب ۱۳۵۷ و نیز جنگ هشت ساله ایران و عراق به عکاسی پرداخت، که این دو دوره، از مهم‌ترین فعالیت‌های هنری جلالی به‌شمار می‌روند.
در سال ۸۶ نمایشگاهی بزرگ از آثار جلالی در بنیاد تاپیس شهر بارسلون اسپانیا برگزار شد که مورد توجه قرار گرفت. جلالی این نمایشگاه را مهم‌ترین اتفاق زندگی خود پس از چهل سال عکاسی می‌دانست. مدیریت هنری نمایشگاه ۱۶۵ سال عکاسی ایران که پاییز ۱۳۸۸ در پاریس برگزار شد، بر عهده وی بود. آخرین فعالیت جلالی، ۲۱ آذر ماه و سخنرانی در پیش همایش عکاسی قاجار در فرهنگستان هنر تهران بود. جلالی بیش از ۵۰ نمایشگاه عکس در ایران، فرانسه، آلمان، مجارستان، چکسلواکی سابق، فنلاند، اسپانیا، استرالیا و سایر کشورها برگزار کرد.

### دیگر فعالیت‌ها
جلالی در تولید فیلم‌های مستند همچون فیلم «روایت شهری که بود» نیز فعالیت داشت. او چندین سال به گردآوری و اصلاح نگاتیوهای شیشه‌ای کاخ گلستان پرداخت و آثاری را با اِعمال تغییرات در عکس‌های قاجاری خلق کرد. مجموعه این نگاتیوها در کتاب گنج پیدا چاپ شده‌ است.
جلالی در دانشگاه‌های تهران، هنر و دانشگاه آزاد و مرکز تحقیقات و مطالعات ارشاد و آموزشگاه هنری ماه مهر به تدریس و تحقیق می‌پرداخت. او همچنین با پروژه چاپ کتاب عکس ایران در آلمان همکاری داشت. جلالی عکس‌خانه ایران را بنیان گذاشت و سردبیر فصلنامه عکس‌نامه نیز بود.

### کتاب‌ها
- "هنر آفریقای سیاه"، ناشر :سروش، ۱۳۵۶
- "روزهای خون، روزهای آتش"، انتشارات زمینه، ۱۳۵۷
- "آبادان که می‌جنگد"، انتشارات زمینه، ۱۳۶۰
- "عکاسی سیاه و سفید"، با همکاری کرم امامی و گلی امامی، انتشارات زمینه، ۱۳۶۰
- "خرمشهر"، انتشارات سروش، ۱۳۶۱
- "عکاسان و عکاسی"، با همکاری وازریک درساهاکیان، انتشارات سروش، ۱۳۶۴
- "باغ مصور عکاسی"، با همکاری رعنا جوادی، انتشارات سروش، ۱۳۶۴
- "ایران سرزمین نور و رنگ"، به زبان انگلیسی، دفتر پژوهشهای فرهنگی، ۱۳۷۰
- "گنج پیدا، مجموعه‌ای از عکس‌های آلبوم خانه کاخ گلستان به کوشش بهمن جلالی"، دفتر پژوهشهای فرهنگی ،۱۳۷۷
- "بهمن جلالی، (مجموعه آثار)" به زبان انگلیسی و اسپانیایی، بنیاد آنتونی تاپیس، اسپانیا، ۱۳۸۶
- "بهمن جلالی، (مجموعه آثار)" به زبان انگلیسی و آلمانی، موزه اشپرینگل، هانوور آلمان، ۱۳۹۰
- "بوشهر"، نشر چشمه، ۱۳۹۶